# كليفلاند موفيت
كليفلاند موفيت (بالإنجليزية: Cleveland Moffett)‏ (27 أبريل 1863 في الولايات المتحدة - 14 أكتوبر 1926)؛ كاتب، مترجم، صحفي وروائي أمريكي.

## روابط خارجية
- كليفلاند موفيت على موقع قاعدة بيانات برودواي على الإنترنت (الإنجليزية)